# Кућа-музеј Чајковског
Кућа-музеј Чајковског била је сеоска кућа у Клину, 85 километара северозападно од Москве, где је Петар Иљич Чајковски живео од маја 1892. до своје смрти 1893. године. Тамо је написано његово последње велико дело, 6. симфонија. Кућа је сада музеј.

## Чајковски у Клину
1885. године Чајковски је свом пријатељу и покровитељу написао: „Ових дана сањам да се настаним у селу недалеко од Москве. Не могу више да лутам и нестрпљиво желим да дођем и останем на месту где се могу осећати као код куће“. Почетком те године изнајмио је малу кућу у селу Мајданово, два километра од малог града Клин. Касније између 1888. и 1891. године унајмио је кућу у другом оближњем селу, Фроловскоје. (Обе куће касније су срушене.) Чајковски је живео у кући у Мајданову од фебруара 1885. до марта 1888. Кућа се налазила на обали реке Сестре и имала је густ парк са барама и старим липама. Била је недалеко од железничке станице за Москву и Санкт Петербург, али довољно далеко од града да одврати нежељене посетиоце, да не би био узнемираван. У кући у Мајданову Чајковски је преправио стару оперу коју је компоновао 1874. године, Ковач Вакула, трансформишући је у нову оперу Черевички. Такође је написао симфонију Манфред и још једну оперу, Чародејка. Чајковски је увече читао часописе и књиге, свирао клавир, водио разговоре са гостима, шетао шумом, сакупљао печурке, радио у башти и пливао.
На несрећу Чајковског, све већи број посетилаца је долазио у Мајданово, заједно са све већим бројем људи који су желели да га виде. После тромесечне концертне турнеје по Европи, одлучио је да се пресели у другу кућу у околини, у село Фроловскоје. У мају 1892. Чајковски је свом брату Анатолију написао: „Изнајмио сам кућу у Клину да бих тамо живео. Вероватно сте је видели - кућу Сахарових, велику, удобну, ван града, близу пута за Москву… Потребно ми је - и осећам то - да имам кућу на селу или, што је готово исто, у Клину, како бих био сигуран да могу, кад год пожелим, имати мирно и тихо место за рад. Осим тога, навикао сам на Клин. Поглед из куће је заиста диван, а ту је и прилично велика башта. Размишљам о куповини ове куће у будућности“.
За време боравка у кући у Клину, Чајковски је завршио лекторирање партитура Јоланте и Крцка Орашчића, написао 18 дела (Morceaux) за клавир, оп. 72, вокални квартет Ноћ, 6 романси, оп. 73, и Симфонију бр. 6 у б-молу (оп. 74, Патетична).
Дана 3. октобра 1893. године завршио је свој Клавирски концерт бр. 3. 7. октобра отпутовао је из Клина у Москву, а затим у Санкт Петербург, где је дириговао премијером своје 6. симфоније. Преминуо је у Санкт Петербургу 25. октобра у 53. години.

## Радне навике Чајковског
Свакодневну рутину Чајковског у Клину описао је његов брат и биограф, Модест Чајковски: „Петар Иљич је устајао између 7 и 8 сати ујутру. После чаја и читања, одлазио је у шетњу која је обично трајала око сат времена. Разговор за доручком, као и шетња у нечијем друштву, значили су да Чајковски тог дана неће да компонује; уместо тога био би заузет инструментацијом, исправљањем или писањем писама.
После вечере, по било ком времену поново је шетао. Самоћа током шетње била му је неопходна колико и током посла. У тим тренуцима је размишљао о главним музичким темама и обликовао идеје будућих композиција“.

## Унутрашњост куће Чајковског
Кућу је саградио В.С. Сахаров 1870-их на земљишту које је породици дао цар Николај I. Ретко га је користила породица Сахаров, која ју је изнајмила, а затим продала Чајковском. Чајковски је живео на другом спрату, док је породица његовог слуге Алексеја Софронова живела у приземљу. На првом спрату су били и кухиња и трпезарија.
Пријемна и радна соба на другом спрату, где се налази његов клавир, највећа је соба у кући. Клавир је Бекер, који му је поклонила петербуршка фирма 1885. године, када је први пут стигао у Мајданово. Чајковски никада није свирао клавир у концертној сали за публику, али је свирао код куће за своје госте и уживао је свирајући дуете на клавиру са гостујућим музичарима. Његове вечерње забаве такође су обично укључивале усмена читања литературе.
Његов писаћи сто, на коме је свако јутро писао писма након доручка, налази се на крају собе. Изнад радног стола, на почасном месту, налази се слика Антона Рубинштајна, оснивача музичког конзерваторијума у Санкт Петербургу и његовог првог учитеља инструментације и компоновања. Одмах испод слике Рубинштајна налази се слика Бетовена. На осталим зидовима су бројне фотографије његове породице, посебно његовог оца, Иље Петровича Чајковског, и његове мајке Александре Андрејевне. У близини се налазе две полице са књигама на којима се налазе његова музичка библиотека и његова библиотека руске и стране књижевности и укоричени комплети часописа на које се претплатио. Остали ормари у соби пуни су поклона Чајковском, укључујући посуду са мастилом у облику Кипа слободе која му је дата током посете Сједињеним Државама.
Спаваћа соба композитора је уз пријемну собу, кроз врата прекривена завесом. Компоновао је музику у овој соби на обичном необојеном столу са погледом на врт. Сто су од карелске брезе направили сеоски радници у Мајданову, када се први пут настанио у регији Клин. Ово је био сто на којем је Чајковски компоновао 6. симфонију, Патетичну, последње велико дело пре своје смрти.

## Врт Чајковског
У последњим годинама Чајковског је снажно привлачила природа и живот на селу и његов врт. Писао је Надежди фон Мек: „Што се више приближавам старости, то ми је драже задовољство што сам близу природе. Никада пре се нисам толико наслађивао лепотом пролећа, бујном вегетацијом, птицама које се враћају кућама - укратко, свим оним што доноси руско пролеће, заправо најлепше и највеселије пролеће на земљи“.
Такође је писао: „Немогуће је предложити бољи, погоднији начин живота него на селу. После сваког новог путовања у Москву све више схватам како ме градски живот уништава. Сваки пут кад се вратим овде потпуно сам болестан, али се одмах опоравим у свом тихом углу".
Његова башта није била уредна и уређена, већ је личила на идеализовану шуму, са завојитом стазом и сеницом на најдаљем крају од куће. Чајковски је обожавао цвеће, посебно дивље цвеће поља и шума које је виђао у свакодневним шетњама. Посебно му је био драг ђурђевак, о коме је чак написао и песму. После његове смрти, његов брат Модест засадио је леје ђурђевка у башти, заједно са љубичицама, незаборавцима и звончићима којима се Чајковски дивио. Врт има много других врста цвећа које је имао у време Чајковског: руже, бегоније, флоксе и слатки дуван.

## Кућа и музеј након смрти Чајковског
После смрти Чајковског, његов млађи брат Модест Чајковски, драмски писац и преводилац, одлучио је да створи музеј, први такав музички и меморијални музеј у Русији. Композиторов нећак Владимир Давидов, који је имао права на дела Чајковског, придружио се пројекту. На терену су саградили засебну кућу како би главна кућа могла да остане таква каква је била, и направили су архиву музичких партитура, рукописа и библиотеке Чајковског. Модест Чајковски написао је прву биографију Чајковског. Када је Модест Чајковски умро 1916. године, кућу је препустио Московском одељењу Руског музичког друштва, са захтевом да се строго придржава правила Моцартовог музеја у Салзбургу и Бетовеновог музеја у Бону.
1917. године, након бољшевичке револуције, анархиста по имену Дорошенко настанио се са породицом у музеју и говорило се да је пуцао у портрет папе Иноћентија који је висио у једној од спаваћих соба. Коначно је ухапшен у априлу 1918. Народни комесаријат за образовање музеју је 1918. године дао статус заштићеног места, а 1921. проглашен је државним власништвом.
Након нацистичке инвазије на Русију у јуну 1941. године, музејска збирка сувенира и библиотека пренете су у мали град Воткинск, родно место Чајковског, у Удмуртији. Кућу су заузели Немци током битке за Москву 1941–42. Први спрат су користили као гаражу за моторе, а горњи спрат као бараку. Крајем 1944. године експонати су враћени, а музеј је поново отворен 6. маја 1945. године, уочи рођендана Чајковског.
Двадесетих година 20. века постала је традиција да се музичари окупљају и наступају у кући сваке године 7. маја у знак сећања на рођендан Чајковског. Познати пијанисти, укључујући Владимира Хоровица, добили су привилегију да свирају на великом клавиру Чајковског у његовом салону. Почев од 1958. године, победници годишњег Међународног такмичења Чајковског, укључујући Ван Клибурна (1958), Михаила Плетњева (1978) и Бориса Березовског (1990), такође су позвани да дођу у Клин да свирају на његовом клавиру. Музичари са такмичења започели су традицију садње храстова у башти.
1964. године у близини куће отворена је концертна сала, изложбени простор и центар за посетиоце.

## Галерија куће-музеја Чајковског у Клину
- Кућа-музеј Чајковског
- Ормарић са сувенирима који су уручени Чајковском, укључујући и мастионицу у облику Кипа слободе коју су му поклонили његови амерички поштоваоци током посете Њујорку 1891. године.
- Сабрана дела Пушкина (у смеђим кожним повезима) у библиотеци Чајковског. Они су били извор његових опера Евгеније Оњегин и Пикова дама.
- Мала чајна соба
- Портрет оца Чајковског и осталих чланова породице у његовој пријемној соби. Врата са завесом воде у његову спаваћу собу.
- Полице за књиге Чајковског у његовој соби за пријем
- Кревет Чајковског
- Тоалетни сто у спаваћој соби Чајковског
- Капа и рукавице Чајковског
- Кофери Чајковског за концертне турнеје